# Провулок Айвазовського (Мелітополь)
Провулок Айвазовського — провулок в Мелітополі на Юрівці. Йде від вулиці Радищева до вулиці Айвазовського. Забудований приватними будинками.

## Назва
Провулок названий на честь Івана Айвазовського — українського та російського художника-мариніста і баталіста вірменського походження.
Поруч з провулком знаходиться однойменна вулиця Айвазовського.

## Історія
Рішення про найменування провулка було прийнято 22 грудня 1961 року.